# Freiwilliger Wehrdienst
Freiwilliger Wehrdienst (FWD) ist in Deutschland ein Dienstverhältnis für Soldaten (§ 58b Soldatengesetz) in einer Laufbahn der Mannschaften der Bundeswehr. Er dauert mindestens sieben und maximal 23 Monate. Seit Aussetzung der Wehrpflicht in Deutschland 2011 heißt er offiziell Freiwilliger Wehrdienst als besonderes staatsbürgerliches Engagement. Wer freiwillig Wehrdienst leistet, heißt Freiwillig Wehrdienst Leistender (FWDL). Insgesamt dienen in der Bundeswehr 11.007 Freiwillig Wehrdienstleistende (Juni 2025), davon 1.898 Frauen.

## Geschichte
Für Wehrpflichtige wurde zum 1. Januar 1996 die Möglichkeit eröffnet, freiwillig zusätzlichen Wehrdienst im Anschluss an den neunmonatigen Grundwehrdienst zu leisten. Rechtsgrundlage war § 6b Wehrpflichtgesetz (alte Fassung). Der freiwillige zusätzliche Wehrdienst dauerte mindestens einen, längstens 14 Monate. Die Einberufung zum freiwilligen zusätzlichen Wehrdienst erfolgte mit der Einberufung zum Grundwehrdienst. Dabei war die Gesamtdauer des Wehrdienstes einheitlich auf zehn bis 23 Monate festzusetzen. Die Erklärung, zur Teilnahme an besonderen Auslandsverwendungen bereit zu sein, konnte mit der Verpflichtungserklärung zum freiwillig zusätzlichen Wehrdienst verbunden werden. Für die Zeit des zusätzlichen Wehrdienstes erhielten die freiwillig zusätzlich Wehrdienstleistendeneinen zum Wehrsold einen Wehrdienstzuschlag nach § 8c Wehrsoldgesetz (WSG) alte Fassung sowie eine einmalige besondere Zuwendung (§ 7 WSG alte Fassung).
Mit Aussetzung der allgemeinen Wehrpflicht 2011 wurde der freiwillig zusätzliche Wehrdienst in den Freiwilligen Wehrdienst als besonderes staatsbürgerliches Engagement umgewandelt, der für alle geeigneten deutschen Frauen und Männern ab dem vollendeten 17. Lebensjahr geöffnet ist. Die Rechtsgrundlage änderte sich zu § 58b Soldatengesetz.

## Abgrenzung zum Soldaten auf Zeit
Soldaten, die in der Bundeswehr Freiwilligen Wehrdienst leisten, weisen aufgrund der Freiwilligkeit des Dienstes gewisse Ähnlichkeit mit Soldaten auf Zeit auf, werden jedoch nicht vereidigt und erhalten Leistungen ausschließlich nach dem Wehrsoldgesetz (WSG) und dem Unterhaltssicherungsgesetz (USG). Ihr Dienstverhältnis begründet sich nach § 58b Soldatengesetz und nicht nach den Vorschriften für Soldaten auf Zeit.

## Laufbahn
Freiwilliger Wehrdienst wird ausschließlich in einer Laufbahn der Mannschaften geleistet. Während der Dienstzeit ist bei Eignung und Bedarf eine Übernahme als Soldat auf Zeit und ggf. ein Laufbahnwechsel möglich. Die Vollzeitschulpflicht muss erfüllt worden sein. 
Wer die Bundeswehr verlässt und gleichzeitig als Reservist in eine Laufbahn der Fachunteroffiziere der Reserve, Feldwebel der Reserve oder Offiziere der Reserve wechselt, wird bei Dienstzeitende zum Unteroffizier bzw. Fahnenjunker der Reserve befördert.
Mit Verpflichtung zum freiwilligen Wehrdienst ab zwölf Monate  muss sich der Bewerber einverstanden erklären, an Auslandseinsätzen der Bundeswehr teilzunehmen. Ob es zu einem Einsatz kommt, hängt vom Einsatz der jeweiligen Einheit und der Verwendung und dem Ausbildungsstand des einzelnen Soldaten ab.
Für das Haushaltsjahr 2017 waren für bis zur Höchstgrenze von 5.000 Hauptgefreiten, 3.750 Obergefreiten, 1.875 Gefreiten und 1.875 Soldaten (insgesamt 12.500 Dienstposten) Haushaltsmittel eingeplant, gleichzeitig für bis zu 3.000 Reservistendienst Leistende im Jahresdurchschnitt. Die Anzahl der freiwillig Wehrdienst Leistenden darf aus finanzpolitischer Sicht um die Anzahl der nicht in Anspruch genommenen Planstellen für Berufssoldaten und Soldaten auf Zeit überschritten werden.

## Beförderung
Frühestens nach dem dritten Dienstmonat werden die Soldaten zum Gefreiten, frühestens nach sechs Monaten zum Obergefreiten und frühestens nach zwölf Monaten zum Hauptgefreiten befördert.

## Besoldung
Die freiwillig Wehrdienst Leistenden erhalten zusätzlich zum Wehrsold einen Wehrdienstzuschlag. Der Zuschlag beträgt vom ersten bis zum sechsten Dienstmonat 16,50 € pro Tag, ab dem siebten bis zum zwölften Dienstmonat 22,50 € pro Tag, vom 13. bis 18. Dienstmonat 24,50 € pro Tag und vom 19. bis zum 23. Monat 26,50 € pro Tag. Der Wehrsold wurde für Freiwillig Wehrdienst Leistende am 1. November 2015 um zwei Euro auf 11,41 € bis 13,71 € pro Tag erhöht. Damit erhalten sie ein sozialabgabenfreies, teilweise steuerfreies, monatliches Einkommen, das ab dem siebten Monat 1000 € übersteigt, sowie kostenlose Unterkunft, Verpflegung und unentgeltliche truppenärztliche Versorgung. Darüber hinaus erhalten sie eine „besondere Zuwendung“ (Weihnachtsgeld) und ein Entlassungsgeld von 100 € pro Dienstmonat.
Seit dem 1. Januar 2014 sind steuerpflichtig: Wehrdienstzuschlag, besondere Zuwendung, Entlassungsgeld, erhöhter Wehrsold für besondere zeitliche Belastung, besondere Vergütung (vergleichbar Erschwerniszulagen) und Verpflegung. Unverändert steuerfrei sind Wehrsoldtagessatz, doppelter Wehrsold bei Verwendung im Ausland, Auslandsverwendungszuschlag, Bekleidung, unentgeltliche truppenärztliche Versorgung. In den besonderen Fällen, in denen keine Verpflichtung zum Wohnen in Gemeinschaftsunterkunft besteht, ist die Unterkunft steuerpflichtig. Jedoch wirkt sich die Steuerpflicht wegen des geringen Einkommens und bei Berücksichtigung von Freibeträgen oft nicht aus (sofern keine hohen anderen Einkünfte anfallen).
Freiwillig Wehrdienst Leistende (kurz FWDLer) Soldaten in der Allgemeinen Grundausbildung (kurz AGA) erhalten als Soldat (noch keine Beförderung) einen monatlichen Beitrag von ca. 1.800 € brutto.
Gefreite erhalten denselben Sold wie Soldaten. Obergefreite (23 Jahre, verheiratet, 1 Kind) erhalten einen monatlichen Beitrag von ca. 2.000 € brutto. Hauptgefreite (25 Jahre, verheiratet, 2 Kinder) erhalten einen monatlichen Beitrag von ca. 2.200 € brutto.

## Freiwilliger Wehrdienst im Heimatschutz
Dein Jahr für Deutschland – Freiwilliger Wehrdienst im Heimatschutz (FWD-HSch) ist eine Sonderform des Freiwilligendienstes, der ausschließlich heimatnah im Heimatschutz geleistet wird. Er wurde im Sommer 2020 von Verteidigungsministerin Annegret Kramp-Karrenbauer vorgestellt und am 6. April 2021 mit 325 Rekruten gestartet. Die Freiwilligen sollen ausschließlich in Deutschland eingesetzt werden, Auslandseinsätze sind nicht vorgesehen. Hauptaufgabe ist der Heimatschutz, d. h. Hilfseinsätze bei Naturkatastrophen, besonders schweren Unglücksfällen oder nationalen Krisenlagen wie beispielsweise Epidemien.
Der Freiwilligendienst umfasst ebenfalls die militärische Grundausbildung von drei Monaten, welche in einer von elf Grundausbildungseinheiten absolviert wird. Es schließt sich eine viermonatige Spezialausbildung Heimatschutz an. Diese Ausbildung beginnt an einem der drei Ausbildungsstandorte in Berlin, Delmenhorst oder Wildflecken und schließt in einer der bundesweit 30 Kompanien der Heimatschutzkräfte ab. Dort übernehmen die Soldaten Aufgaben im Schwerpunkt Wach- und Sicherungsaufgaben, in der ABC-Abwehr und im Feldjägerdienst. Die restlichen fünf Monate werden nach Absprache innerhalb der folgenden sechs Jahre als Reservedienstleistungen (Grundbeorderung) geleistet. In dieser Zeit finden unter anderem Seminare statt, und es besteht ein Anspruch auf Urlaub. Die Reservistendienstleistenden können sich während oder nach dem Freiwilligen Wehrdienst für die Übernahme in ein anderes Dienstverhältnis (z. B. als Zeitsoldat) und/oder in eine andere Laufbahn (z. B. Unteroffizier) bewerben.

## Anpassungen ab Juni 2024
Ein im Juni 2024 von Bundesverteidigungsminister Boris Pistorius verkündetes Modell plant eine Form der Wehrüberwachung und einen freiwilligen Grundwehrdienst von sechs bis 23 Monaten aus. Hierfür soll eine verpflichtende Erfassung und bedarfsorientierte Musterung eingeführt werden. Dies heißt, dass alle deutschen Staatsbürger beim Erreichen des wehrfähigen Alters angeschrieben werden sollen. Männer sollen verpflichtend aufgefordert werden, einen Fragebogen auszufüllen und zurückzusenden; bei Frauen entfällt die Verpflichtung. Auf dieser Grundlage soll eine Entscheidung über eine Einladung zur Musterung getroffen werden. So sollen ab 2025 zusätzlich zu den bisher rund 10.000 Freiwilligen des FWDS bis zu 5.000 weitere Wehrdienstleistende ausgebildet werden, wobei das bisherige Modell des FWDs in das Modell „Neuen Wehrdienstes“ überführt werden soll. Insgesamt sollten so bis zu 260.000 Reservisten gewonnen werden.

## Situation ab 2026
Im Juli 2025 kündigte Bundesverteidigungsminister Pistorius an, das ab Januar 2026 der „Neue Wehrdienst“ starten solle. Hierfür wurde ab Juli 2025 der Ausbildungsinhalt der Grundausbildung an den des Heimatschutzes angeglichen. Der Basisdienst soll 6 Monate dauern, in dieser Zeit sollen die Rekruten laut Pistorius lernen, wie man zum Beispiel eine Kaserne, Hafen oder Flugplatz sichert und schützt. Eine verpflichtende generelle Einberufung soll es nicht geben, da diese nicht mehr zeitgemäß sei. Sie soll es nur dann geben, wenn sich nicht genügend Freiwillige finden lassen. Minister Pistorius rechnet mit circa 25.000 bis 30.000 Rekruten für den Freiwilligen Wehrdienst. Wer sich länger als 6 Monate verpflichtet, der soll Boni – wie etwa einen Führerschein, Sprachkurse usw. – erhalten. Die maximale Dienstdauer soll 23 Monate betragen.